# Ectomocoris biguttulus
Ectomocoris biguttulus är en insektsart som beskrevs av Carl Stål 1870. Ectomocoris biguttulus ingår i släktet Ectomocoris och familjen rovskinnbaggar. Inga underarter finns listade i Catalogue of Life.